# Grosswangen
Grosswangen es una comuna suiza del cantón de Lucerna, situada en el distrito de Sursee. Limita al norte con la comuna de Mauensee, al noreste con Oberkirch, al sureste con Buttisholz, al suroeste con Menznau y Willisau, y al noroeste con Ettiswil.